# Colombo
Colombo (en singalès කොළඹ Kolamba; en tàmil கொழும்பு) és la ciutat més populosa de Sri Lanka i la seua capital comercial. Està situada a la costa occidental de l'illa, proxima a Sri Jayawardenepura Kotte, la capital administrativa. Colombo és una ciutat vibrant plena de vida amb una barreja d'arquitectura moderna, edificis colonials i ruïnes.

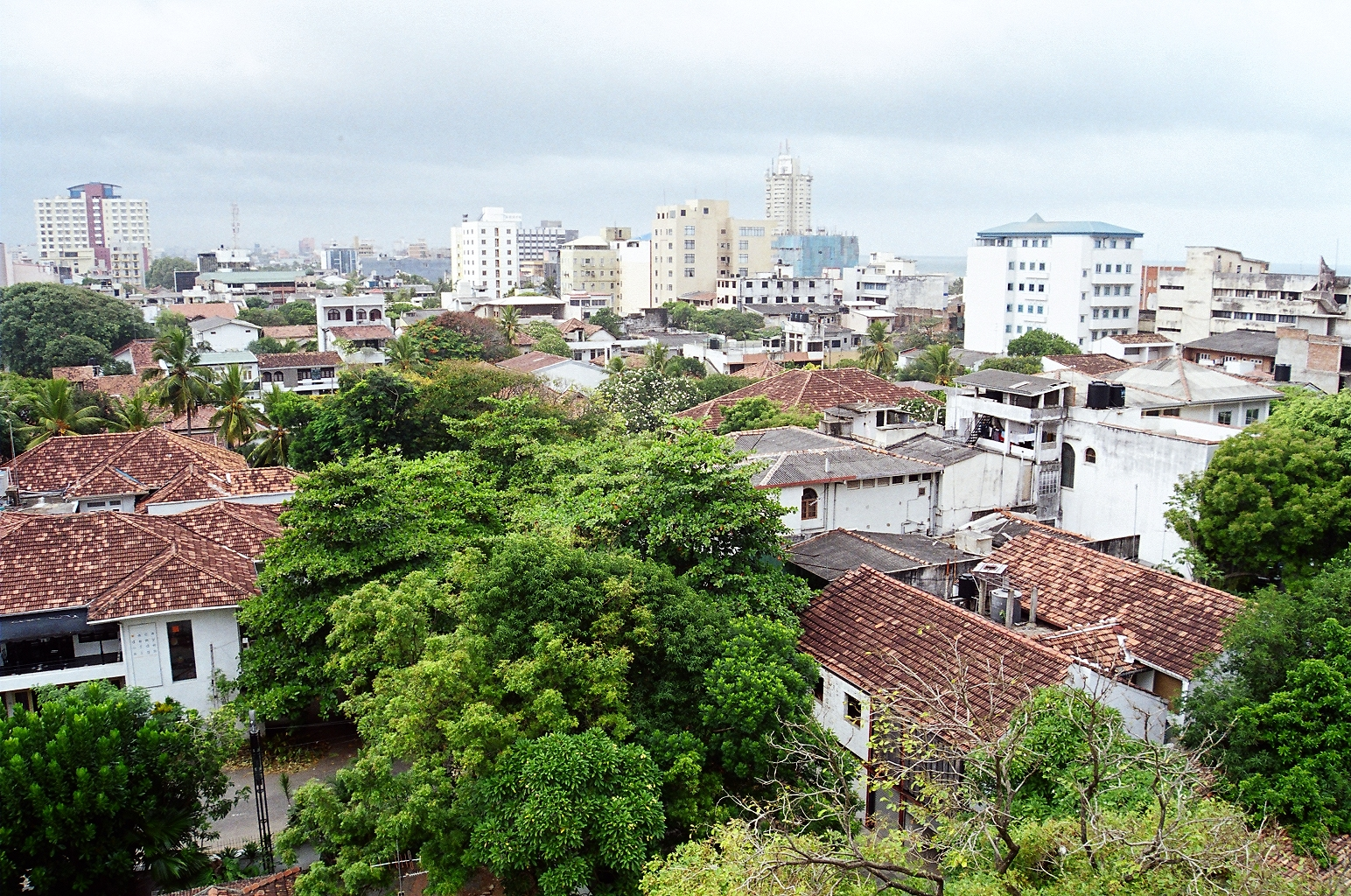
Colombo

El nom «Colombo» és degut als colonitzadors portuguesos el 1505, i es creu que es deriva de la paraula singalesa Kolon thota, que significa «Port sobre el riu Kelani». El gran port natural i la posició estratègica sobre les rutes comercials marines que uneixen l'est i l'oest, en van fer un important centre comercial des de més de dos mil anys. La ciutat va ser designada capital de l'illa de Sri Lanka, quan aquesta va ser cedida a l'Imperi Britànic el 1815, i va mantenir l'estatut de capital quan la nació es va independitzar el 1948.
L'any 1978, quan les funcions administratives van ser traslladades a Sri Jayawardenepura Kotte, Colombo va ser designada capital comercial de Sri Lanka. Igual que moltes altres ciutats, l'àrea urbana de Colombo s'estén més enllà dels límits administratius, abastant altres nuclis urbans i municipalitats. La zona central de la ciutat allotja la majoria de les oficines corporatives, restaurants i llocs d'oci de Sri Lanka. Entre els llocs famosos de Colombo es troben el parc Galle Face, el Parc Viharamahadevi i el Museu Nacional.

## Història
Durant més de 2000 anys viatgers i comerciants romans, àrabs i xinesos han visitat Colombo, en el seu trànsit per l'oceà Índic triangulant entre la península Aràbiga, l'Índia i el sud-est asiàtic. El viatger àrab Ibn Battuta, que va visitar l'illa el segle xiv, es refereix a ella com Kalanpu. Comerciants musulmans àrabs van començar a assentar-se a Colombo durant el segle viii sobretot perquè la presència del port els permetia controlar els seus negocis i el comerç entre el regne singalès i el món exterior. En l'actualitat, constituïxen la comunitat musulmana de Sri Lanka.

### L'era portuguesa
Els exploradors portuguesos liderats per Lourenço de Almeida van arribar per primera vegada a Sri Lanka el 1505. Durant la seva primer visita es va signar un tractat amb el rei de Kotte Parakramabahu VIII (1484-1508) que els autoritzava a comerciar canyella produïda a l'illa, i a establir-se al llarg de les zones costaneres de l'illa, fins i tot a Colombo. El tractat cedia als portuguesos plena autoritat sobre la línia costanera a canvi del compromís d'aquests de protegir la costa contra invasors. També se'ls va permetre establir un lloc de comerç a Colombo. Al cap de poc, no obstant això, els portuguesos van expulsar els habitants musulmans de Colombo i van començar a construir-hi un fort el 1517. Aviat els portuguesos es van adonar que necessitaven comptar amb el control de Sri Lanka per a protegir els seus establiments costaners a l'Índia i, per tant, van començar a manipular als governants del regne Kotte a fi de prendre el control de la zona.

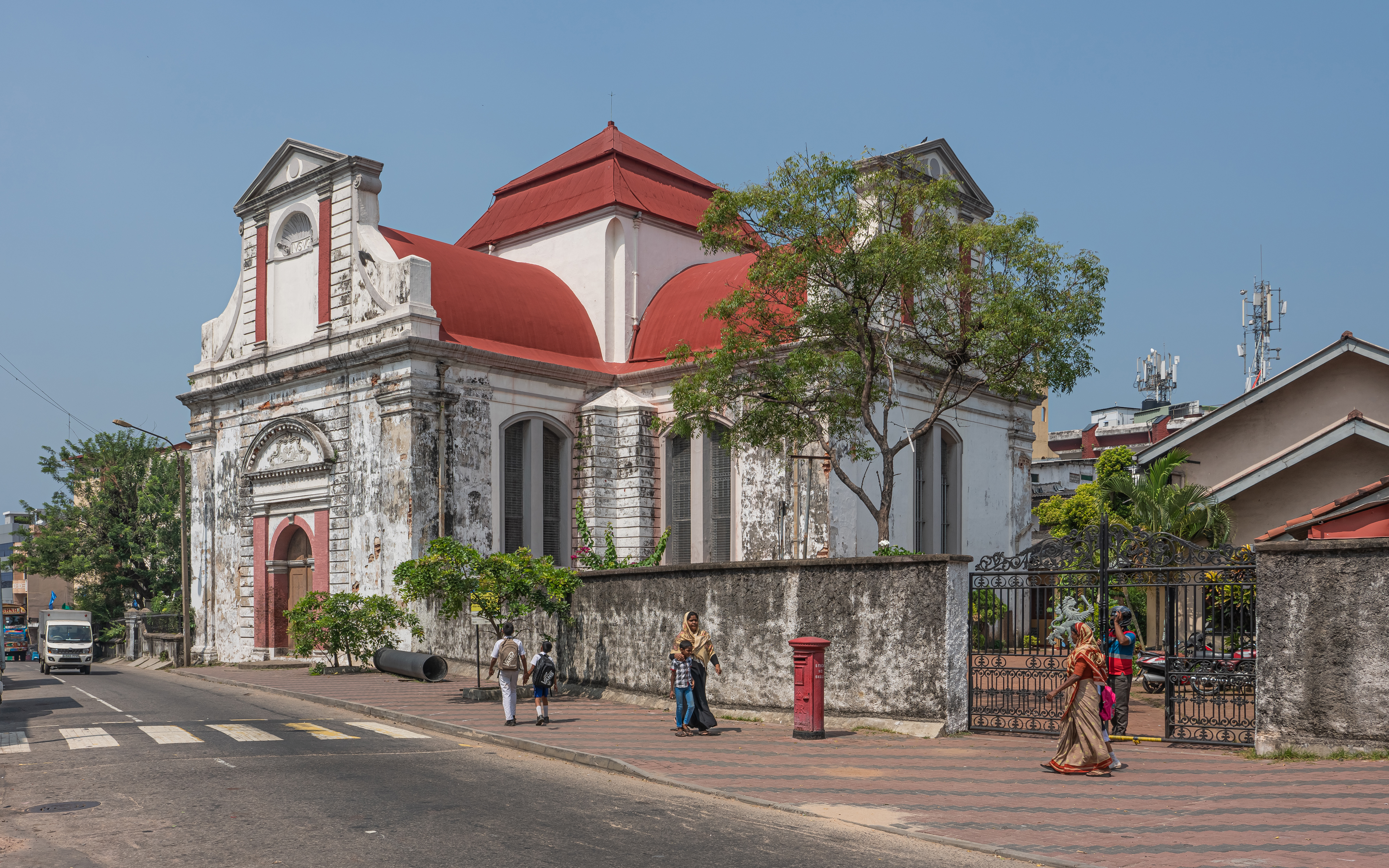
L'herència colonial a Colombo és visible per tota la ciutat, com l'església Wolvendaal, establerta pels holandesos al 1749

Després d'explotar hàbilment les rivalitats dintre de la família reial, van prendre control d'una extensa àrea del regne, per la qual cosa el rei singalès Mayadunne va establir un nou regne a Sitawaka, un domini del regne Kotte. En poc temps Mayadunne annexa gran part de Kotte i obliga els portuguesos a retirar-se a Colombo, que va ser assetjada en repetides ocasions per Mayadunne i més tard pels reis de Sitawaka, la qual cosa obliga els portuguesos a buscar reforços de la seva base principal a Goa, a l'Índia. Tot i això, després de la caiguda del regne el 1593, els portuguesos assoleixen el control de tota la zona costanera i fan de Colombo la seua capital.

### Etapa holandesa

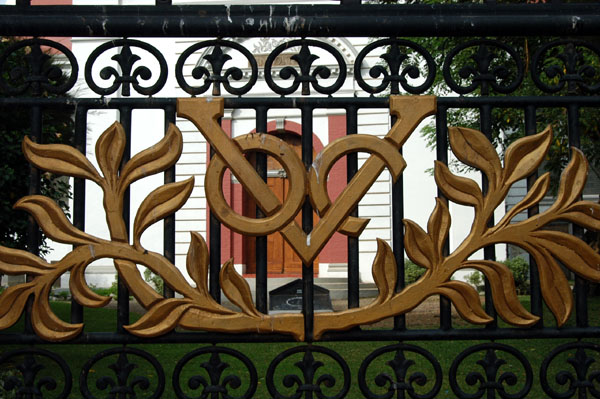
La VOC (Verenigde Oostindische Compagnie) logotip de la Companyia Holandesa de les Índies Orientals a les portes de l'església Wolvendaal.

L'any 1638 els holandesos van signar un tractat amb el rei Rajasinha II de Kandy, mitjançant el qual garantien l'ajuda al rei en la seva guerra contra els portuguesos a canvi del monopoli comercial de les principals mercaderies de l'illa. Inicialment els portuguesos van resistir l'embat holandès i dels kandyans, però a poc a poc a partir de 1639 van ser derrotats en les seves fortaleses. Els holandesos van capturar Colombo el 1656 després d'un setge èpic, al final del qual solament 93 portuguesos van sortir vius del fort. Si bé inicialment els holandesos anaven a retornar la zona capturada al rei singalès, després es van negar a procedir d'aquesta forma i van prendre control de les terres de cultiu de canyella, les més productives de l'illa incloent Colombo, la qual es converteix en capital de les províncies marítimes holandeses sota el control de la Companyia Holandesa de les Índies Orientals fins a 1796.

### L'era britànica

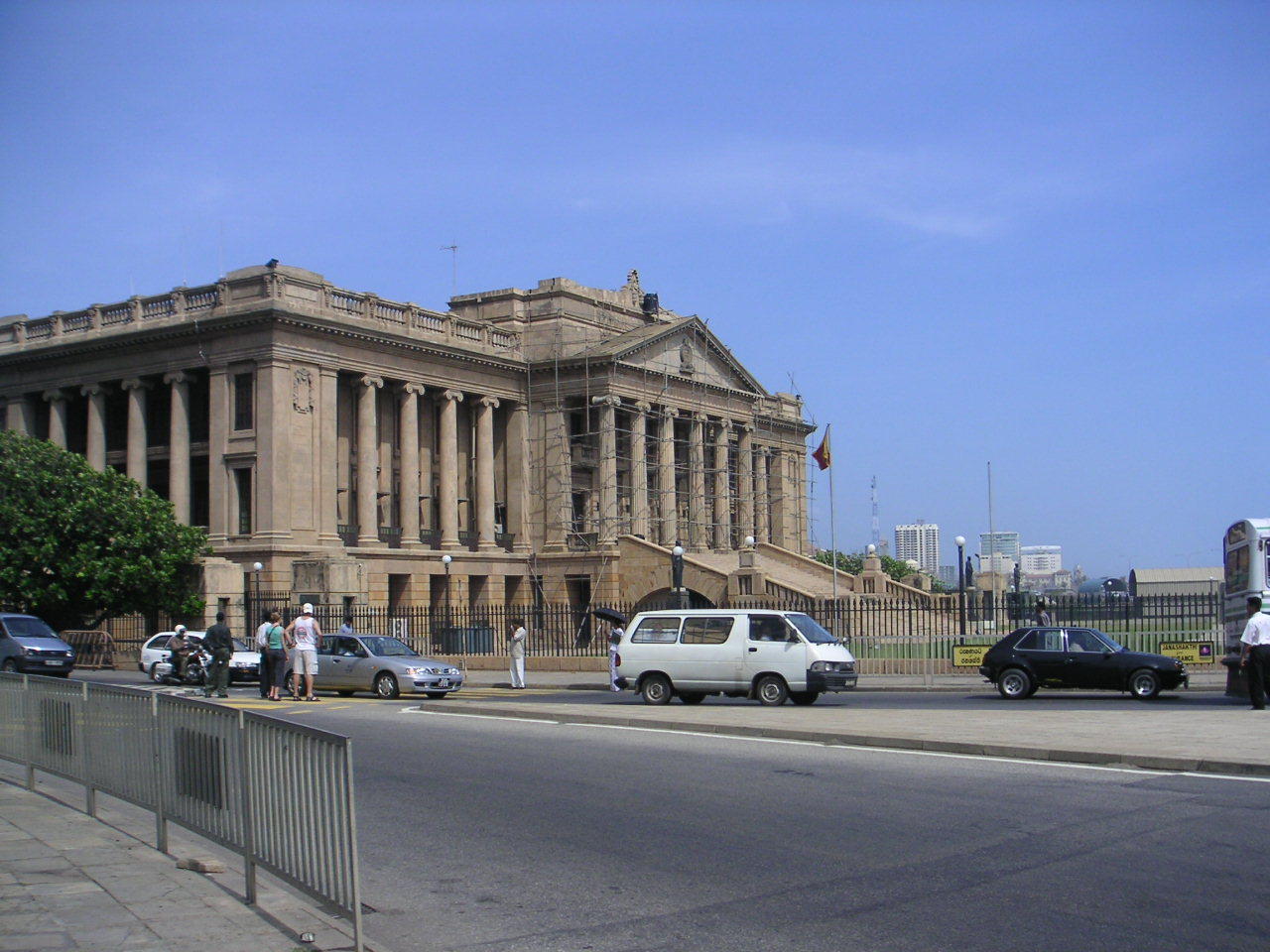
L'antic parlament de Colombo.

Els anglesos capturen Colombo el 1796 i la converteixen en un lloc d'avançada militar fins que els és cedit el regne de Kandy el 1815. Llavors transformen Colombo en la capital de la colònia de Ceilan que acaben de crear. A diferència dels portuguesos i holandesos, que havien utilitzat Colombo principalment com un fort militar, els britànics van començar a construir cases i altres estructures civils entorn de la fortalesa, donant lloc a l'actual ciutat de Colombo. Al principi, van nomenar a càrrec de l'administració de la ciutat a un «col·lector». John MacDowell del Servei de Madras va ser el primer a ocupar aquest càrrec. Després, el 1833, l'Agent del govern de la província occidental va ser encarregat de l'administració de la ciutat.
Els segles de domini colonial havien significat una disminució de la participació dels habitants locals en l'administració de Colombo, per això el 1865 els britànics van establir un Consell Municipal com un mitjà d'entrenar i formar a la població local per al seu autogovern. El Consell Legislatiu de Ceilan va crear el Consell Municipal de Colombo el 1865 i el Consell es va reunir per primera vegada el 16 de gener de 1866. En aquest moment, la població de la regió era d'uns 80.000 habitants.
El 5 d'abril de 1942, bombarders japonesos van atacar una base aèria britànica a la ciutat, destruint el 50% de la força aèria enemiga de la colònia. Aquestes operacions formaven part de la incursió japonesa de l'Oceà Índic de 1942. Afortunadament, l'atac es va limitar a les bases militars, i les instal·lacions portuàries van ser respectades.
Mentre els britànics van tenir el control de Colombo, van ser responsables de gran part de la planificació de l'actual ciutat. En algunes parts de la ciutat, encara són visibles elements d'infraestructura tals com tramvies i empedrats de carrers de granit que van ser col·locats en aquesta època.

### Després de la Independència

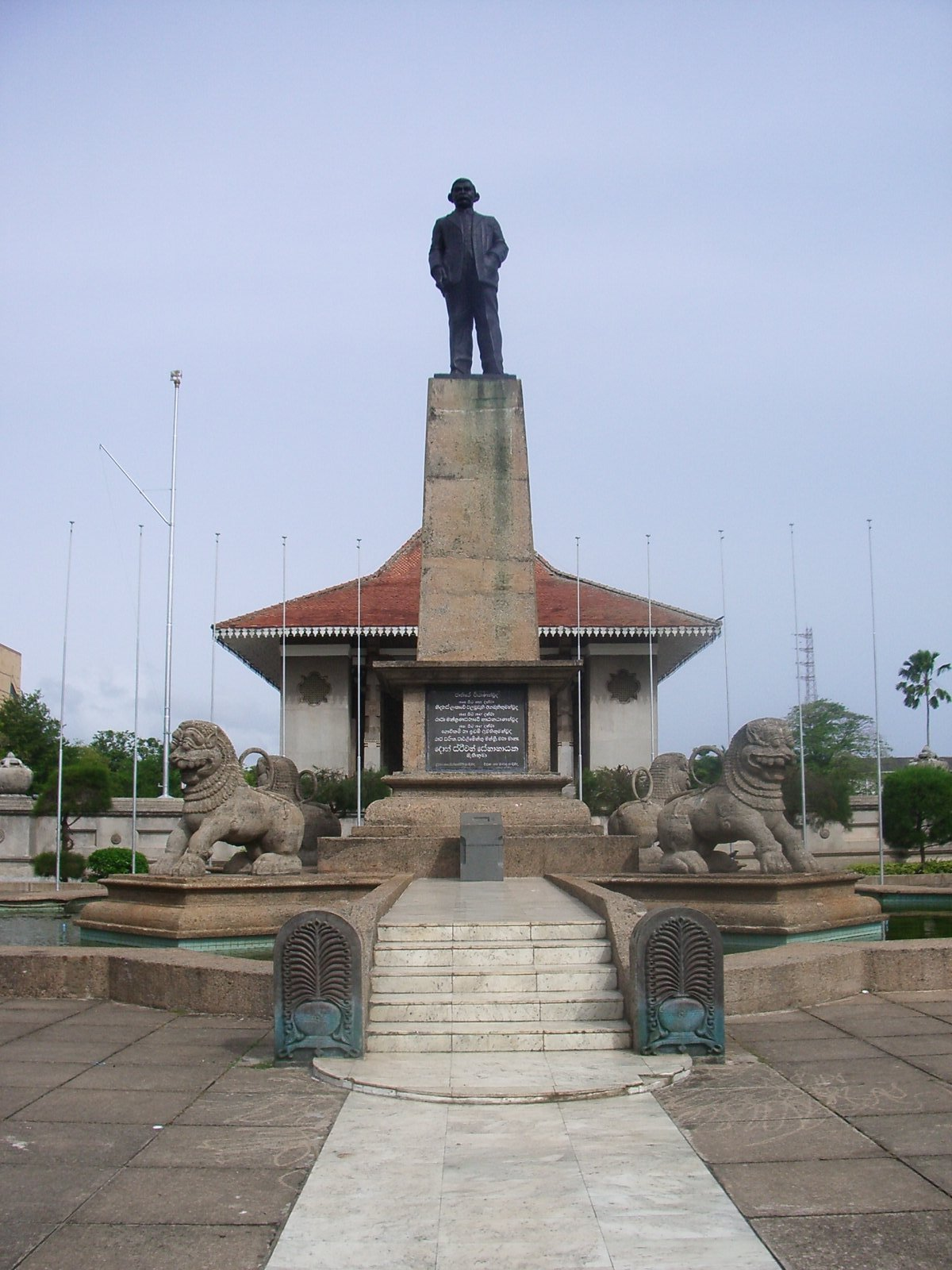
Monument dedicat a la memòria de la independència de Colombo.

L'era colonial va acabar pacíficament el 1948, quan Ceilan va obtenir la independència de Gran Bretanya. A causa del gran impacte que això va causar en els habitants de la ciutat i el país en el seu conjunt, es van produir una sèrie de canvis dràstics al final del període colonial. No obstant això, l'era colonial va deixar els seus rastres en l'establiment d'una nova cultura, marcada per canvis en les lleis i costums, estils de roba, religions i els noms propis. Aquests canvis culturals van ser seguits per l'enfortiment de l'economia de l'illa. Encara avui, les influències portuguesa, holandesa i britànica són clarament visibles en l'arquitectura de Colombo, els noms, la roba, el menjar, l'idioma i els usos i costums.
Alguns edificis provinents dels tres períodes colonials romanen dempeus com records del passat de Colombo. La ciutat i els seus habitants presenten una interessant barreja d'estils i modes europees entremesclades amb costums locals. Colombo és, de bon tros, més moderna que la majoria de les ciutats dels països veïns i és una important metròpoli d'Orient.
Històricament, Colombo es referia als voltants del Fort i el Mercat de Pettah que és famós per la varietat de productes disponibles, i per la torre del rellotge Khan, una fita local. Actualment, correspon a l'àrea compresa sota el control de Consell Municipal de Colombo. Encara que més sovint, el nom s'utilitza per a referir-se a l'aglomeració urbana coneguda com a Gran Colombo, que abasta diversos consells municipals inclosos Kotte, Dehiwela i Colombo. Encara que Colombo va perdre l'estatut de capital de Sri Lanka en el decenni de 1980, era sempre i encara és el centre comercial de l'illa. Malgrat que la nova capital oficial de Sri Lanka va ser desplaçada a la veïna Sri Jayawardanapura Kotte, la majoria dels països encara mantenen les missions diplomàtiques a Colombo.
A pesar que el Tsunami de desembre de 2004 va afectar platges al sud de Colombo, la ciutat no va sofrir grans destrosses. No obstant això, milers de desplaçats arribaren a la ciutat poc després.
El diumenge de Pasqua del 2019 Colombo va patir una cadena d'atemptats en hotels i esglésies que va deixar un balanç provisional de 290 morts i més de 500 ferits.

## Geografia
La geografia de Colombo és diversa, es destaquen els nombrosos canals que la travessen, i el llac Beira de 65 hectàrees que és al cor de la ciutat. El llac és un dels elements més característics de Colombo, i va ser utilitzat durant segles pels colons com a element defensiu de la ciutat. Avui és una atracció turística, acull regates i esdeveniments teatrals en les seves ribes.
El nord i la frontera nord-oriental de la ciutat de Colombo són formats pel riu Kelani, que desemboca al mar en una part de la ciutat coneguda com la Modera (mōdara en singalès), que significa delta del riu. Durant el tsunami del 2004 la ciutat de Colombo no va sofrir grans danys, a diferència d'algunes de les zones costaneres de l'illa, les poblacions de la qual van quedar desolades.

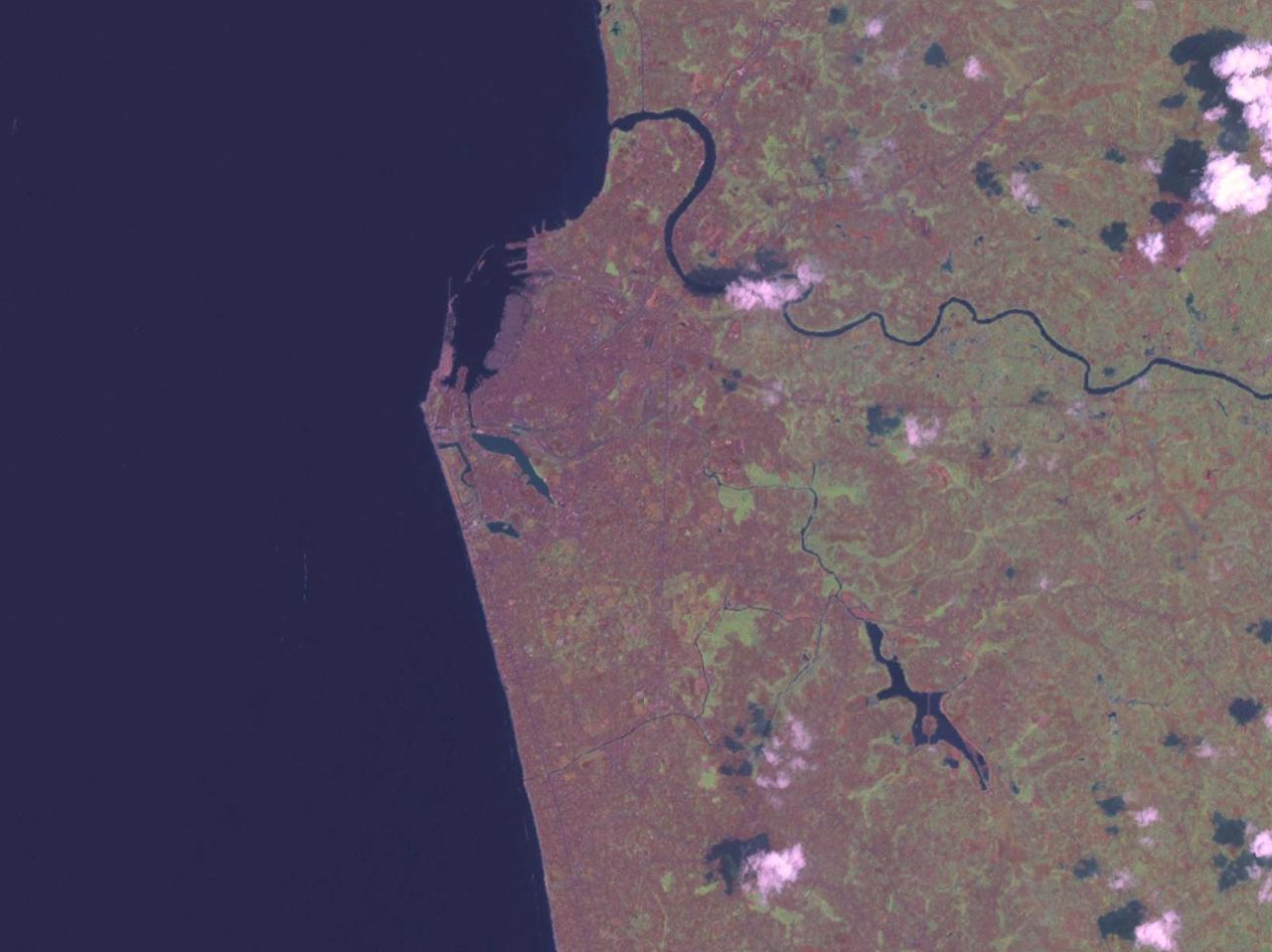
Vista aèria de Colombo.

## Clima
El clima de Colombo és temperat la majoria de l'any. De març a abril la temperatura mitjana és de prop de 31 °C com a màxim. L'únic canvi cíclic important del clima de Colombo es produïx durant la temporada de monsó, de maig a agost i d'octubre a gener. Durant aquesta època de l'any es registren fortes pluges. La temperatura diürna de la ciutat no presenta excessives diferències amb la nocturna, encara que aquesta és més marcada en els mesos més secs de l'hivern, on les temperatures mitjanes mínimes són de 22 °C. La mitjana de precipitació anual a la ciutat està al voltant de 2400 mm.
| Mes                    | Gen | Feb | Mar | Abr | Mai | Jun | Jul | Ago | Sep | Oct | Nov | Des | Any |
| ---------------------- | --- | --- | --- | --- | --- | --- | --- | --- | --- | --- | --- | --- | --- |
| Temperatura mitjana °C | 27  | 27  | 28  | 28  | 28  | 28  | 28  | 28  | 28  | 27  | 27  | 27  | 27  |
| Precipitació total cm  | 8   | 6   | 11  | 25  | 33  | 19  | 12  | 9   | 15  | 35  | 30  | 15  | 223 |

## Demografia

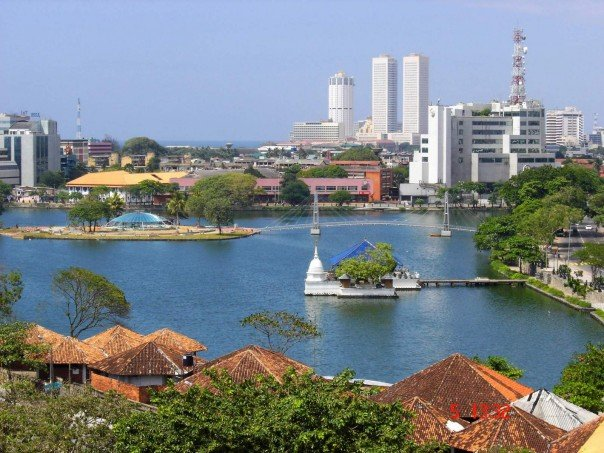
Vista de Colombo, amb el llac Beira, el temple Seema Malakaya i l'illa Gallery.

Colombo és una ciutat que allotja nombroses ètnies i cultures, entre les més rellevants destaquen els singalesos, els musulmans de Sri Lanka i dels tàmils. A la ciutat també conviuen petites comunitats d'origen xinès, portuguès, holandès, malai i indi, i també nombrosos europeus. Colombo és la ciutat més poblada a Sri Lanka, amb 642.163 habitants dintre del límit urbà. Segons el cens de 2001, la demografia urbana de Colombo per l'origen ètnic és el següent.
| Nº | Ètnia                  | Població | % Total |
| -- | ---------------------- | -------- | ------- |
| 1  | Singalesos             | 265.657  | 41,36   |
| 2  | Tamils de Sri Lanka    | 185.672  | 28,91   |
| 3  | Musulmans de Sri Lanka | 153.299  | 23,87   |
| 4  | Tamils indis           | 13.968   | 2,17    |
| 5  | Malais                 | 11.149   | 1,73    |
| 6  | Burghers               | 5.273    | 0,82    |
| 7  | Sri Lanka Chetty       | 740      | 0,11    |
| 8  | Bharatha               | 471      | 0,07    |
| 9  | Altres                 | 5.934    | 0,96    |
| 10 | Total                  | 642.163  | 100     |

## Govern i política
Colombo és regida per un Consell municipal establert en la carta organitzativa de la ciutat. L'alcalde de Colombo i els membres del consell són elegits a través de les eleccions locals celebrades cada cinc anys. Durant els últims 50 anys la ciutat ha estat governat pel Partit Nacional Unit (UNP), un partit políticament de dretes, les polítiques del qual a favor del desenvolupament comercial són benvolgudes pel gruix de la població de Colombo. No obstant això, la llista de candidats de l'UNP per a les eleccions municipals del 2006 va ser rebutjada i un grup independent amb suport per l'UNP va guanyar les eleccions. Posteriorment Uvais Mohamed Imitiyas va ser nomenat alcalde de Colombo.
El govern de la ciutat és responsable d'organitzar els serveis de clavegueram, la gestió de la xarxa de carrers i carreteres i la recol·lecció i processament de residus. En el cas dels serveis públics el consell serveix d'enllaç amb l'ens de proveïment d'aigua i drenatges, l'ens de subministrament elèctric de Ceilan i els proveïdors de serveis de telefonia. Igual que la majoria de les ciutats de Sri Lanka, el magistrat judicial i el tribunal de districte s'ocupen de realitzar les diligències per crims i delictes, mentre que el Consell Municipal processa infraccions de trànsit i a disposicions municipals sobre el comerç i la salubritat entre altres temes. A Colombo hi ha la presó més gran del país, coneguda com la Presó Magazine, i està situada a la zona de Colombo anomenada Welikada. També es troben a Colombo les seus de la Policia, Exèrcit, Armada, Força Aèria i moltes altres oficines administratives inclosa la Cort Suprema de Justícia de Sri Lanka.

## Economia

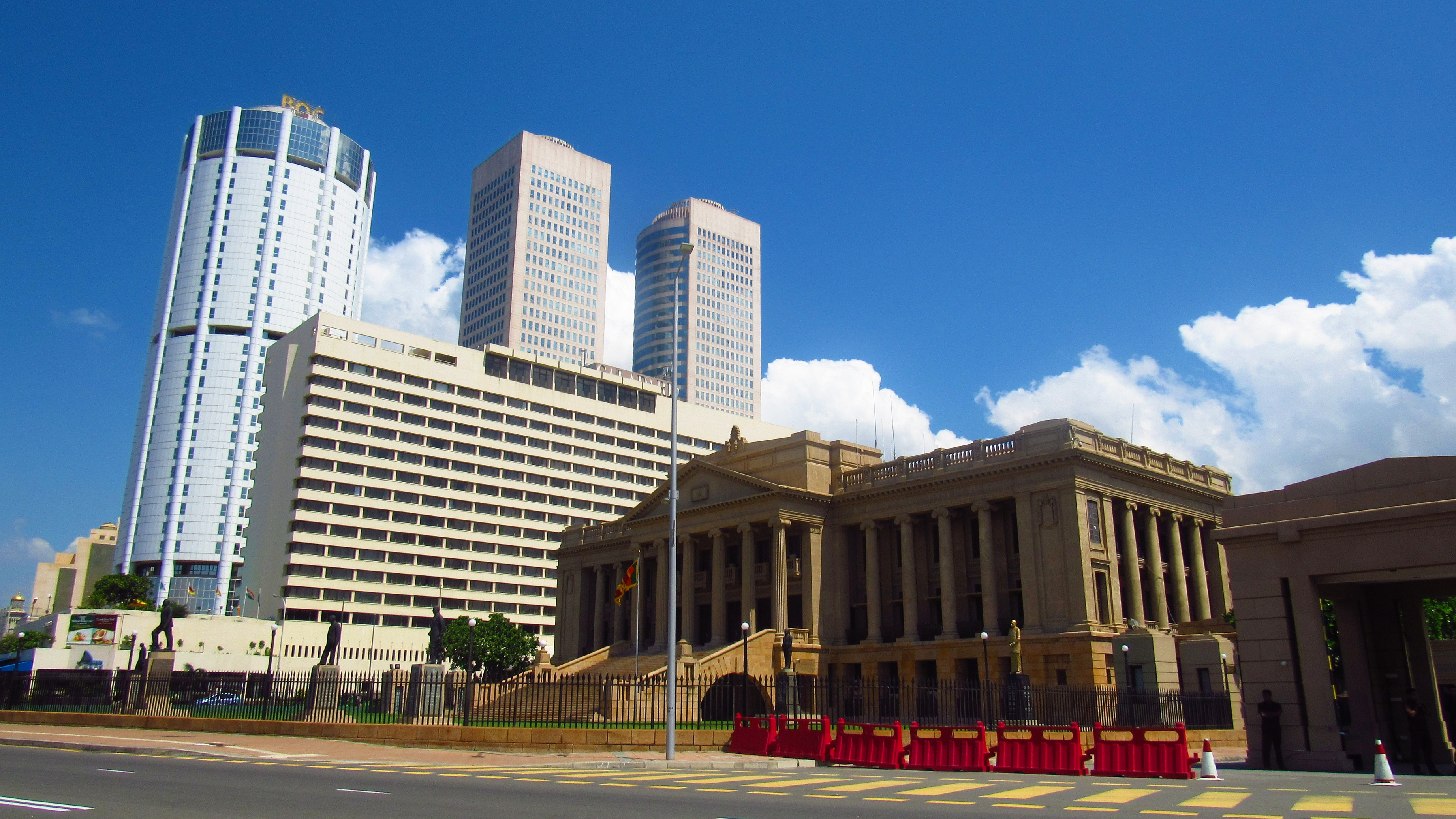
La silueta del districte de Fort. Les torres bessones del Centre Mundial del Comerç estan en el fons, amb la torre del Banc de Ceilan a la seva esquerra i la Secretaria Presidencial en primer pla.

La gran majoria de les empreses de Sri Lanka tenen la seva seu a Colombo. Destaquen les indústries de productes químics, tèxtils, vidre, ciment, articles de cuir, mobles i joies. En el centre de la ciutat es troba el segon edifici més alt del sud d'Àsia: el World Trade Center. Les seves torres bessones de 40 pisos d'alt es troben en el districte de Fort, el centre neuràlgic de la ciutat. En elles s'allotgen importants establiments comercials.
Al costat del districte de Fort es troba el districte de Pettah. Pettah és un lloc on és possible comprar tota mena de coses, els seus carrers bullen d'activitat i trànsit i les voreres estan plenes de petits llocs de venda, s'hi poden trobar des de deliciosos sharbat fins a camises. El carrer principal posseïx botigues de venda de roba, mentre que els carrers que el creuen s'especialitzen altres comerços determinats. Per exemple, en el primer carrer que creua la majoria de les botigues tenen aparells electrònics, en el segon, telèfons mòbils, etc. La majoria d'aquests comerços en Pettah estan en mans de comerciants musulmans. Al final del carrer principal més lluny de Fort es troba el carrer del Mar, el mercat de l'or de Sri Lanka i les joieries.
La Regió Metropolitana de Colombo (CMR) inclou a Kotte, la capital administrativa del país i a Colombo. Dintre de les fronteres de la CMR es troben el 80% de les indústries del país i més del 60% de tots els vehicles que circulen per les carreteres de Sri Lanka.

## Educació
Colombo posseïx nombroses escoles superiors i universitats. L'educació a Sri Lanka és gratuïta i obligatòria. En total són obligatoris 13 anys d'escolaritat. Entre els principals centres d'ensenyament secundari de Colombo es troben el Royal College, una de les més antigues institucions educatives de Sri Lanka, l'Ananda College amb la major població estudiantil budista, el Zahira College amb la major població d'estudiants musulmans de Sri Lanka, i el Col·legi hindú, amb la major població estudiantil hindú, així com el Visakha Vidyalaya, una escola budista per a les nenes.
La majoria de les escoles de la ciutat són administrades pel consell provincial, mentre que algunes escoles prominents es troben sota el règim de les escoles nacionals gestionades pel govern central. La Universitat de Colombo és l'única universitat estatal de la ciutat. La universitat de l'escola de computació és famosa per les seves contribucions al projecte de programari del servidor web Apache. L'Institut de Tecnologia de la Informació de Sri Lanka també té un campus metropolità en el centre de la ciutat.

## Desenvolupament urbà
Colombo compta amb la majoria dels serveis i facilitats que són pròpies d'una ciutat moderna. En els últims temps hi ha hagut un increment en la construcció d'edificis de condominis a la ciutat, principalment producte de l'elevat valor de la terra. Pràcticament totes les missions estrangeres, ambaixades, altes comissions i seus d'ONG i organitzacions com les Nacions Unides posseïxen llurs residències a la ciutat.
Les torres del World Trade Center són un dels principals punts de referència de la ciutat. Abans d'aquestes torres el Banc de Ceilan, que es troba adjacent, era l'estructura més alta i prominent de la ciutat. També es destaca el majestuós i antic edifici del Parlament que es troba emplaçat en el districte de Fort. Altre punt destacable és la mesquita Jami Ul Alfar, la qual pot ser observada des del port. La mesquita és un de llocs d'interès turístic més visitats a Colombo.
En el districte de Fort es troba el complex de Cargills & Millers que ha estat declarat com monument històric per una llei especial del Govern, a l'efecte de preservar el patrimoni històric de la zona de Fort.
El Galle Face Green és el passeig marítim més gran i elegant de la ciutat. Està vorejat per palmeres i s'estén en una franja paral·lela a la costa, al llarg d'1,5 km. El parc és especialment visitat els divendres i dissabtes. A la nit el lloc és ocupat per famílies a la recerca d'esplai, per persones que practiquen esports i entusiastes de la salut fent les seves caminades diàries a la nit. Hi ha nombrosos llocs per menjar i un petit tram de platja per a banyar-se. El parc amb freqüència és utilitzat per a fer concerts i actuacions a l'aire lliure.
El famós hotel Galle Face d'estil colonial fundat el 1864, i conegut com la Maragda d'Àsia, es troba sobre el Galle Face Green. L'hotel ha allotjat a distingits convidats, entre ells la família reial britànica. Molt a la vora de Galle Face es troben destacats cafès, elegants boutiques i bars.

## Transport
Sri Lanka disposa de tan sols un aeroport, l'Aeroport Internacional Bandaranaike, situat a 35 quilòmetres cap al nord del centre de Colombo. Hi operen més de 30 companyies aèries, entre elles la SriLankan Airlines. 

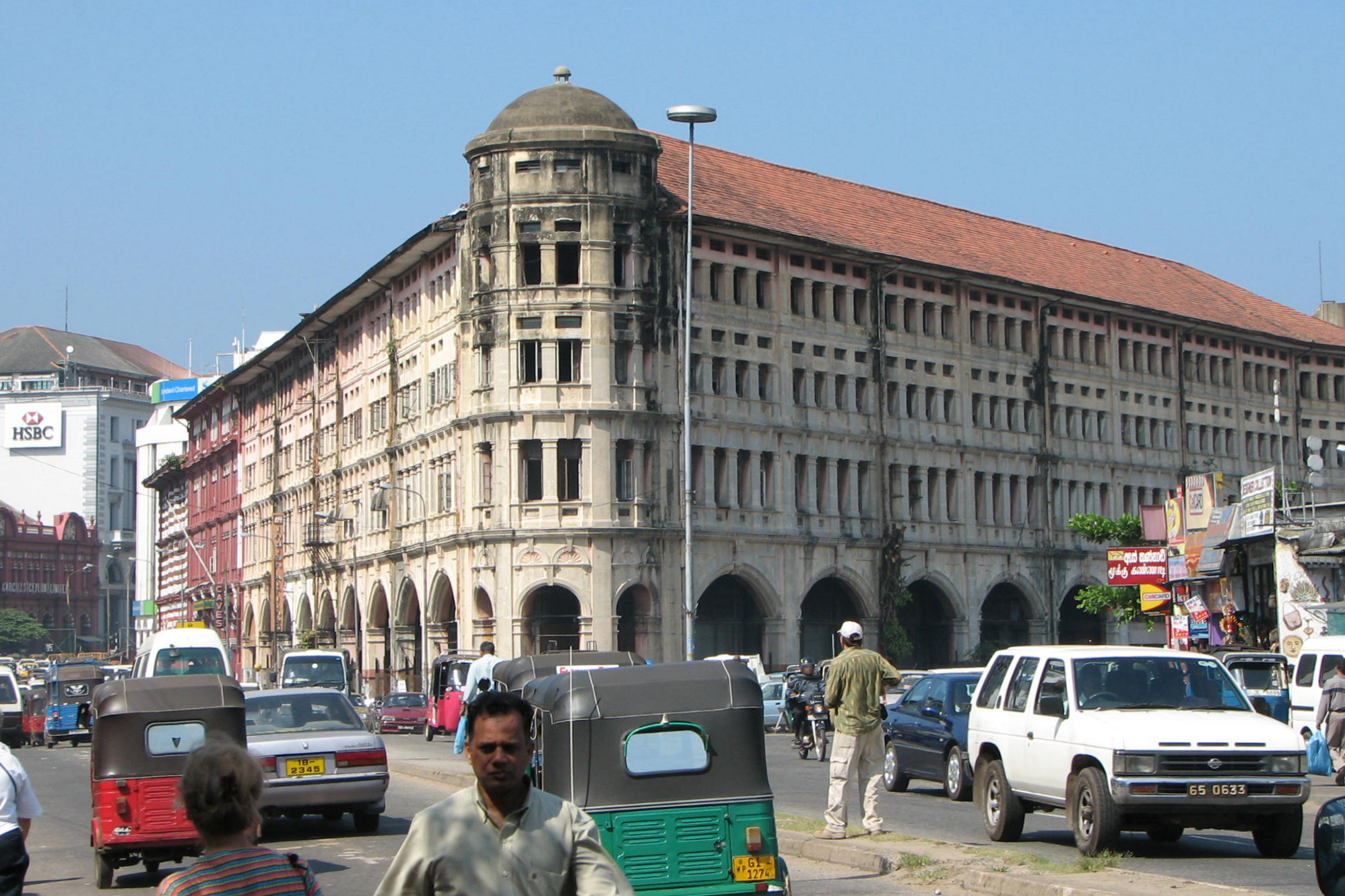
trànsit de Colombo

 La xarxa de transport públic inclou autobusos, trens, rickshaws (comunament anomenat «tres rodes» a Sri Lanka) i taxis. El servei d'autobús és operat tant per companyies particulars com governamentals. El servei d'autobús no està exempt d'inconvenients, els seus vehicles són insuficients per la qual cosa és molt comú veure als passatgers penjats per fora de les portes, a més la calor i el dens trànsit fan que viatjar en autobús no sigui una experiència recomanable. Les hores punta a la ciutat són realment caòtiques.
Altres serveis que existeixen a la ciutat són els taxis, més còmodes que els autobusos i les calesses motoritzades, vehicles de tres rodes una mica més barats que els taxis però exposats a la calor i fum del carrer.
Pel que fa al sistema ferroviari, per Colombo passen nou línies que la connecten amb els punts més importants del país. Una de les principals línies ferroviàries és la Intercity Express (ICE), que uneix Colombo amb Kandy i Galle. L'estació de ferrocarril de Fort és l'epicentre de la xarxa de trens de la ciutat. Per alleujar el trànsit a Colombo s'ha començat la construcció del Metro Rail Colombo, un sistema ferroviari de trànsit ràpid i massiu, similar a l'existent en altres ciutats d'Àsia. El projecte és portat a terme per una societat formada per capitals indis i de Singapur.

## Cultura

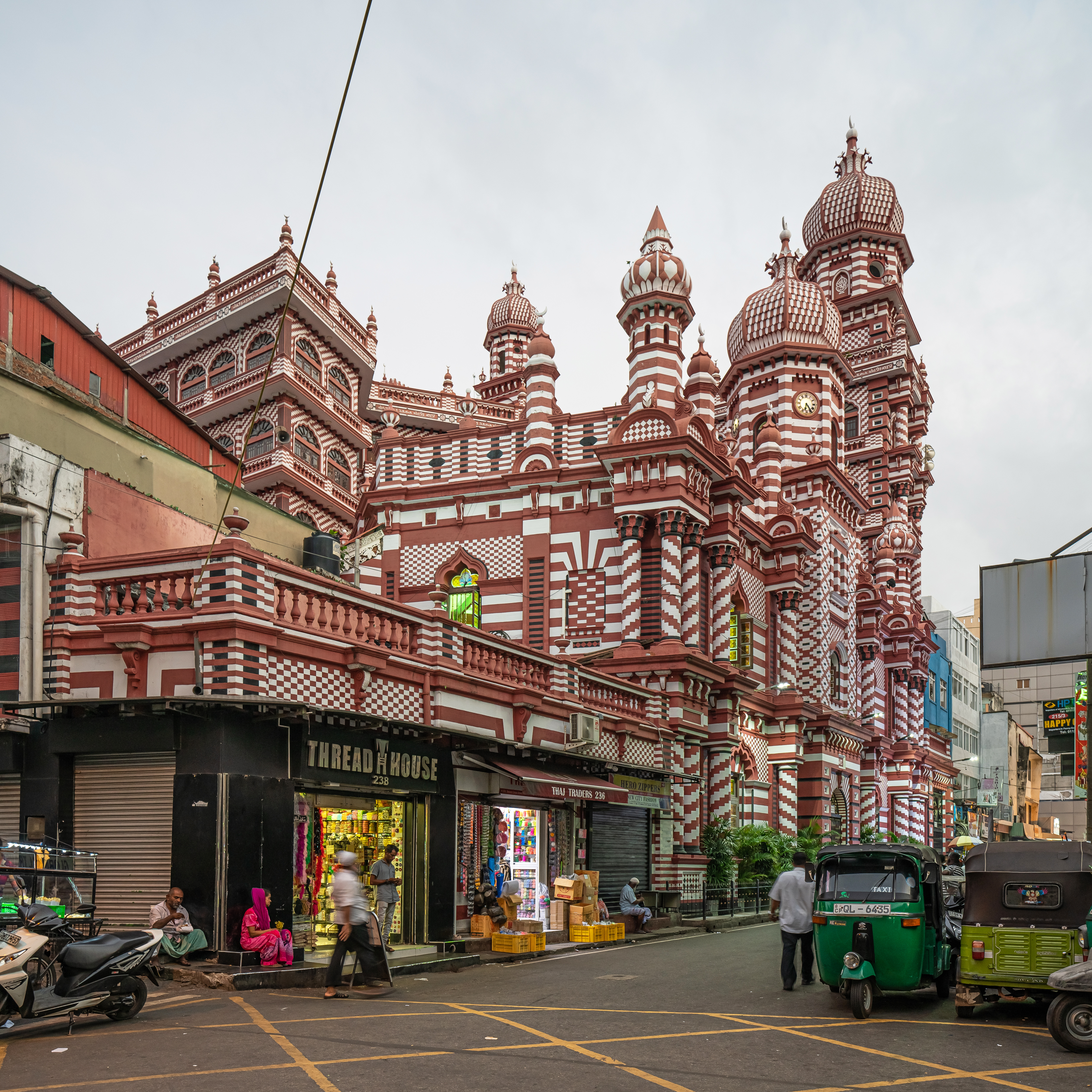
La mesquita Jami Ul Alfar.

### Esdeveniments culturals i fires
El festival més tradicional i vistós de Colombo és la celebració del naixement, il·luminació i mort de Buda, tots celebrats el mateix dia. En cingalès això es coneix com a Vesak. Durant aquest festival, gran part de la ciutat és decorada amb fanals, llums i pantalles especials de llum (conegudes com a Thoran). El festival es fa a mitjan mes de maig i dura una setmana, i molts ciutadans de Sri Lanka visiten la ciutat per veure les competències de fanals i les decoracions. Durant aquesta setmana la gent distribuïx arròs, begudes i altres aliments de franc en llocs designats com Dunsal, que significa caritat. Aquests Dunsal són populars entre els visitants dels suburbis.
Nadal és una altra gran festivitat que se celebra en la ciutat. Encara que a Sri Lanka, els cristians solament representen una mica més del 7% de la població, Nadal és una de les festes més grans de l'illa. La majoria de carrers i edificis comercials s'il·luminen i decoren des de principis de desembre. És freqüent veure grups entonant nadales i uns altres representant la nativitat.

### Arts escèniques
Colombo té diversos centres d'arts escèniques que són populars pels seus musicals i representacions teatrals. El més famós centres d'arts escèniques són el Teatre Lionel Wendt, Elphinstone la Torre i el Saló, tots tres tenen una molt rica història.

### Museus i col·leccions d'art
El Museu Nacional de Colombo es va crear l'1 de gener de 1877 durant el mandat del governador colonial britànic Sir William Henry Gregory, i es troba a la zona de Cinnamon Gardens. El museu conté les joies i el tron de l'últim rei del país, Sri Wickrama Rajasinghe, qui fora capturat i exiliat a Maurici pels anglesos el 1815.
Colombo no compta amb una gran galeria d'art, encara que hi ha una petita col·lecció d'obres mestres de Sri Lanka en la Galeria d'Art en el Camí Verd.

### Esports
Sense cap dubte l'esport més popular a Sri Lanka és el cricket. L'equip representatiu del país va ser campió de la Copa Mundial de Cricket el 1996 i van arribar a les finals en el 2007. L'esport es juga en els parcs, patis d'esbarjo, platges i fins i tot en els carrers de la ciutat. Colombo posseïx dos estadis internacionals de cricket, el Club Esportiu Singalès i l'estadi R. Premadasa.
El rugbi també és un esport molt popular. L'estadi Sugathadasa de la ciutat, en el qual es van celebrar els Jocs Asiàtics de 1991 i 2006, posseïx pistes d'atletisme, natació i futbol que compleixen amb els requeriments dels reglaments de les federacions internacionals d'aquests esports.
La Yachting Association of Sri Lanka (YASL) és un club nàutic que es troba a Colombo. La YASL té una escola de vela i una flota d'Optimist; també organitza competicions internacionals.

### Mitjans de comunicació
Gairebé tots els grans mitjans de comunicació a Sri Lanka operen des de Colombo. Els mitjans de comunicació de l'Estat tenen les seves oficines en la Bullers Road. La Sri Lanka Broadcasting Corporation, anteriorment coneguda com a Ràdio Ceilan, també es troba a Colombo. La SLBC és la més antiga emissora de ràdio del sud d'Àsia.

### Moda
La ciutat és un popular centre de la moda en el sud-est d'Àsia avui. La indústria ha evolucionat per a satisfer les normes modernes i realitza periòdicament una mostra per a exhibir el talent local.

## Ciutats agermanades
- Sant Petersburg, Rússia (des de 1997)